# ミシガン州立大学

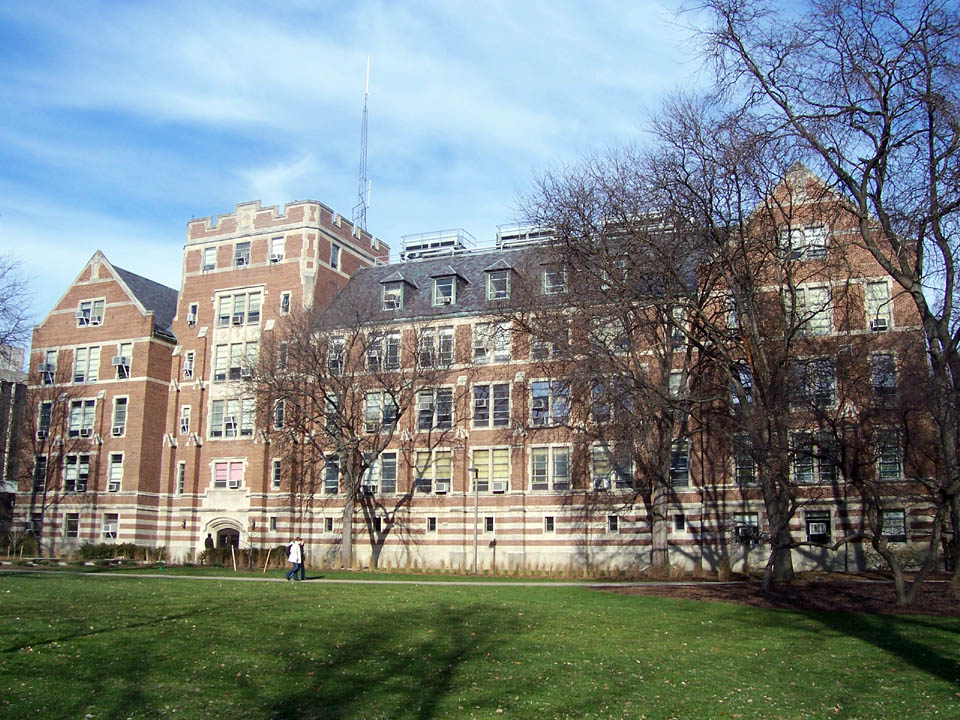

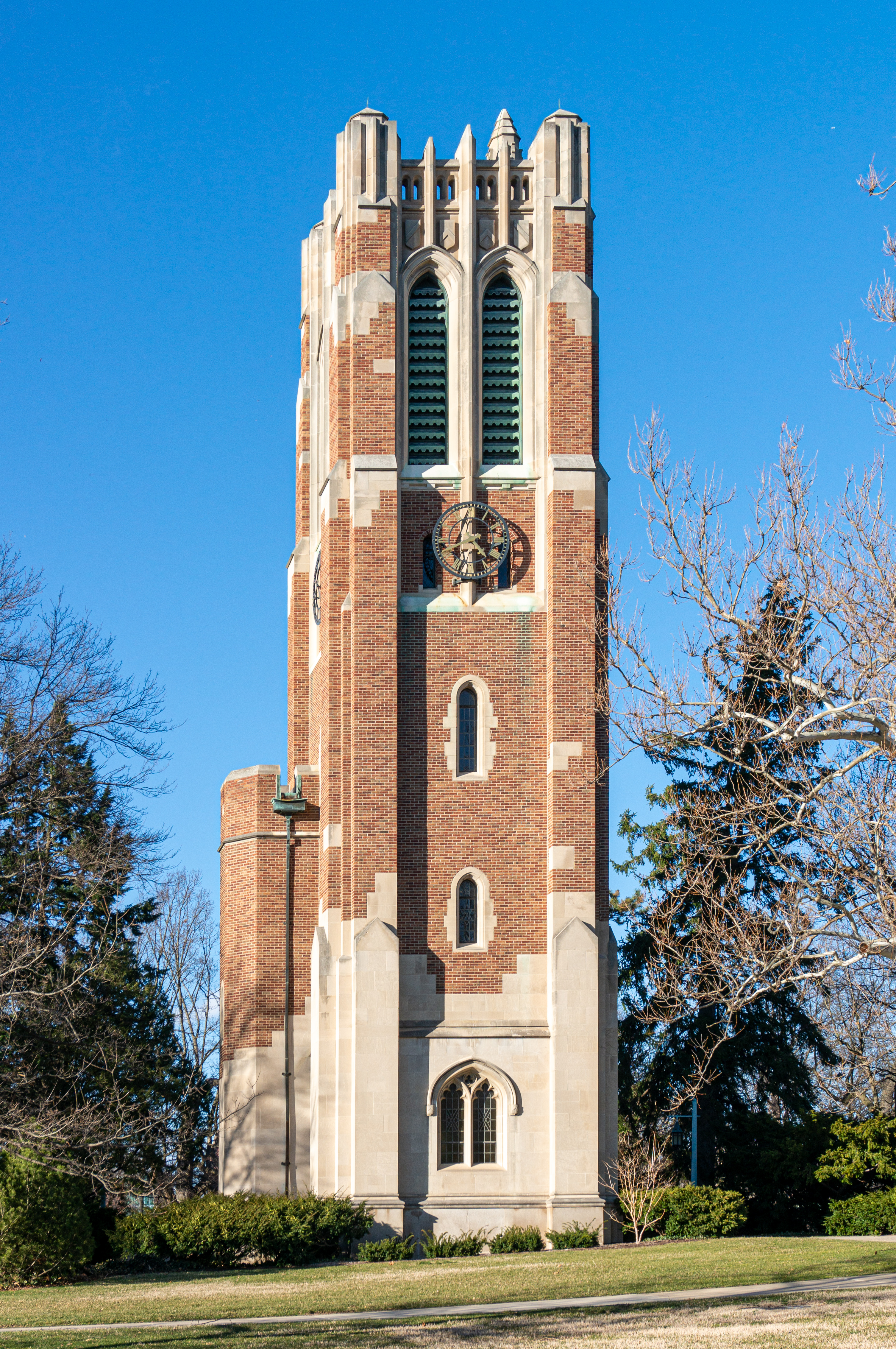
Beaumont Tower

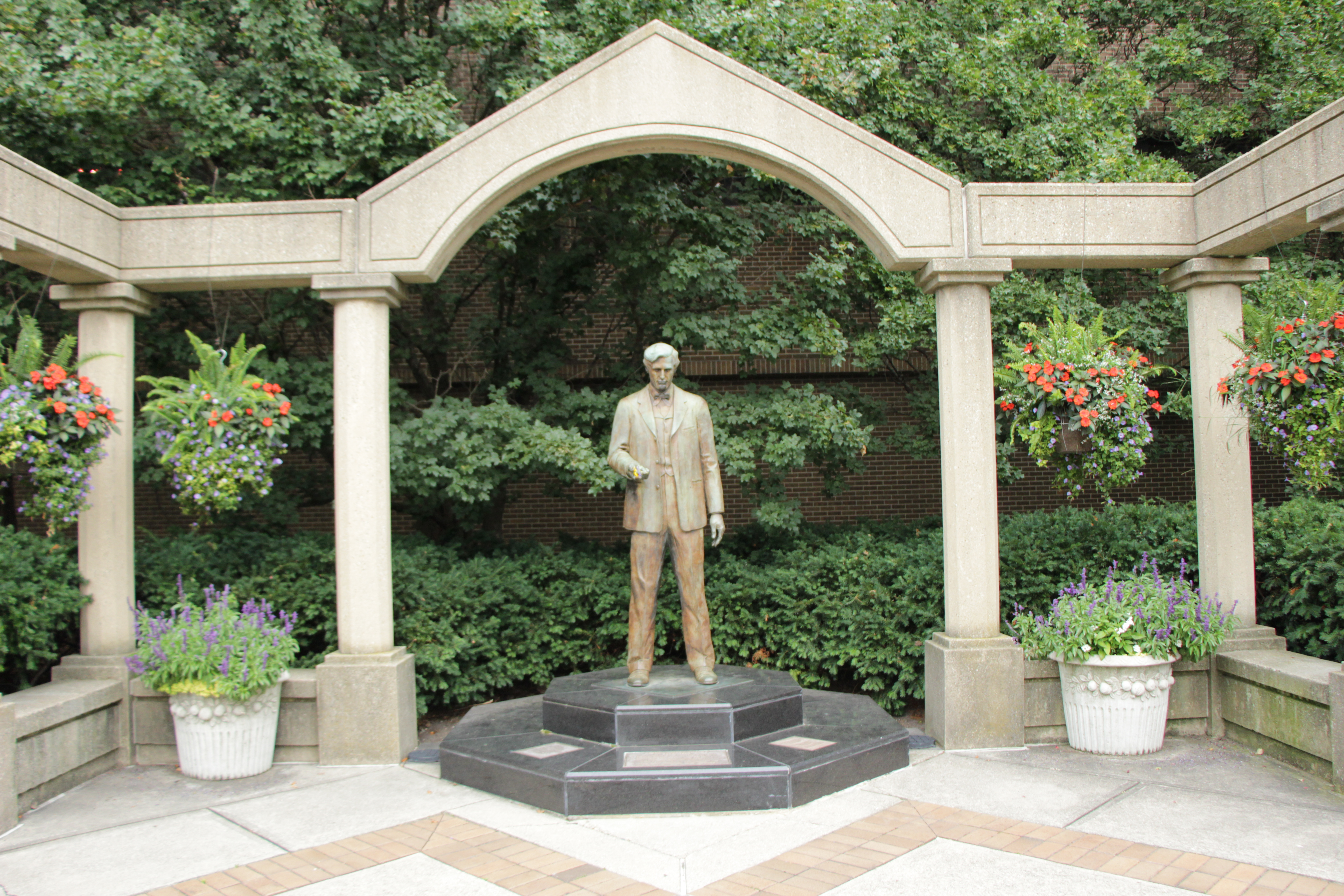
MSU Horticulture Gardens

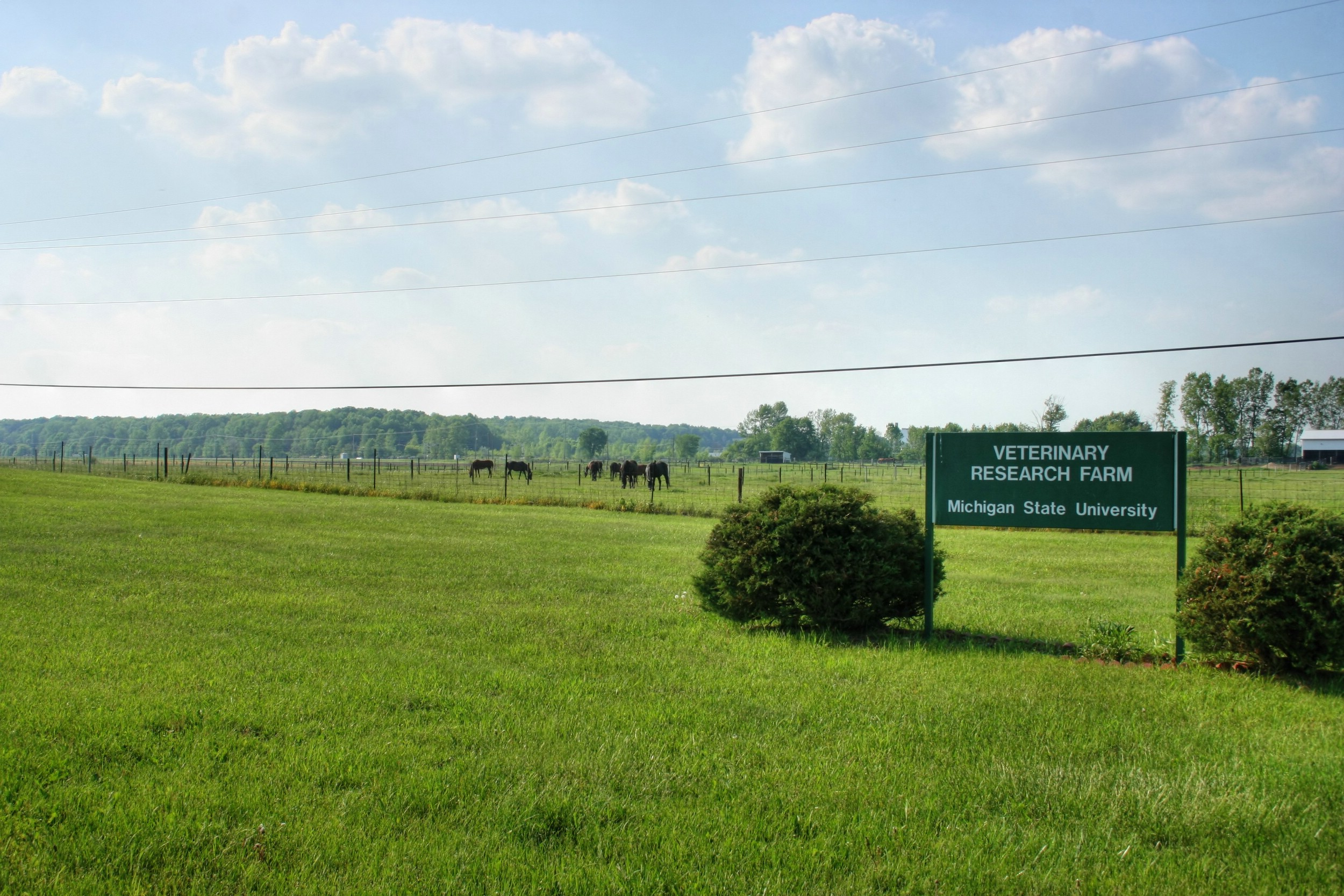
MSU獣医学研究ファーム(MSU Vet Research Farm)

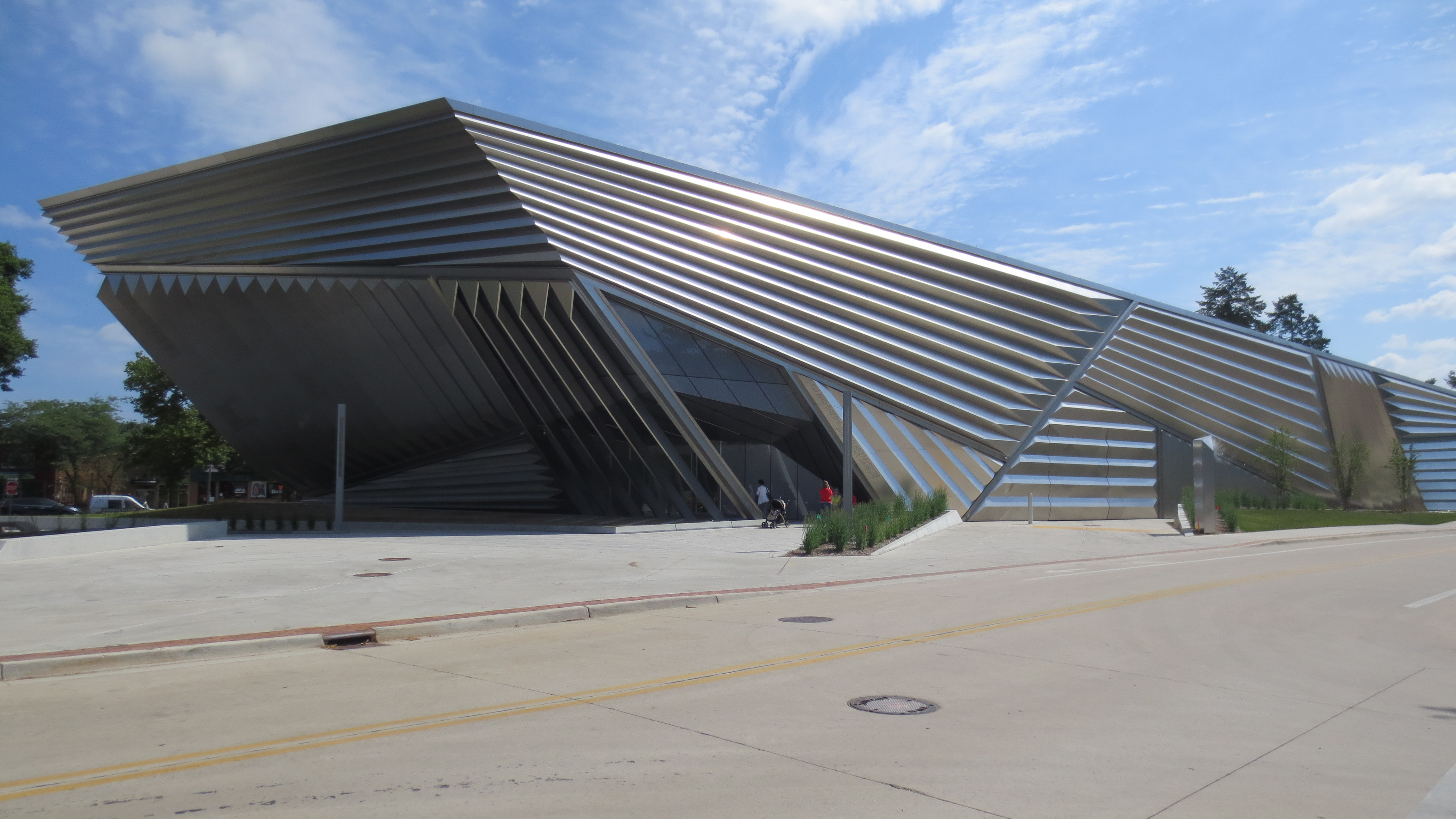
ブロード・カレッジ・オブ・ビジネス（経営大学院）

ミシガン州立大学（ミシガンしゅうりつだいがく、英:Michigan State University）は、1855年に創立された、アメリカ合衆国ミシガン州イーストランシング市にある総合州立大学である。この大学は、1862年のモリル・ランドグラント法の適用を受けた最初のランドグラント大学であり、現在の学生数は約4.6万人で全米6位となっている。通称Michigan State又はMSUの呼び名で親しまれる。獣医学では、全米TOP15前後で評価は高い。経営大学院（MBA・ビジネススクール）であるブロード・カレッジ・オブ・ビジネスは、全米TOP35前後となっている。その他様々な分野に強く、産業心理学では全米1位、そしてサプライチェーン・マネジメントでは全米2位と大学・大学院のプログラムを通じて様々なフィールドで全米をリードしている大学でもある。
独自の火力発電所や警察機構、博物館、美術館、プラネタリウム、大劇場、野外劇場、そしてホテルを持ち、授業内容と同様に教育施設も充実した学校である。なお、同州アナーバー市に本部があるミシガン大学（UM）は別の州立大学システムであり、ミシガン州立大学とは異なる組織である。

## ランキング

### 主要世界大学ランキング
- THE世界大学ランキング: 第83位（2018年度）[5]
- QS世界大学ランキング: 第149位（2018年度）[6]
- 世界大学学術ランキング: 第101-150位（2017年度）[7]
- CWUR世界大学ランキング: 第130位（2017年度）[8]

### U.S.News & World Report大学ランキング
- 世界大学ランキング: 第81位（2018年度）[9]

- 全米大学総合ランキング：第81位（2018年度）[10]
- 全米州立大学ランキング: 第33位（2018年度）

US NEWS主要研究課程ランキング(2019) 
- 物理学部: 第28位
  - 原子核物理学: 第1位
- 化学部: 第48位
- 生物学部: 第46位
- 工学部: 第56位
- 計算機科学部:第55位
- 数学部: 第47位
- 経済学部: 第29位
- 政治学部: 第29位
- 社会学部: 第42位
- 英語学部: 第60位
- 歴史学部: 第44位
- 心理学部: 第45位

#### 専門大学院
- 経営学大学院: 第37位
- 医科大学院: 第89位（研究部門）/ 第61位（一次医療部門）
- 法科大学院: 第88位
- 犯罪学大学院: 第10位
- 教育学大学院: 第22位

## 歴史

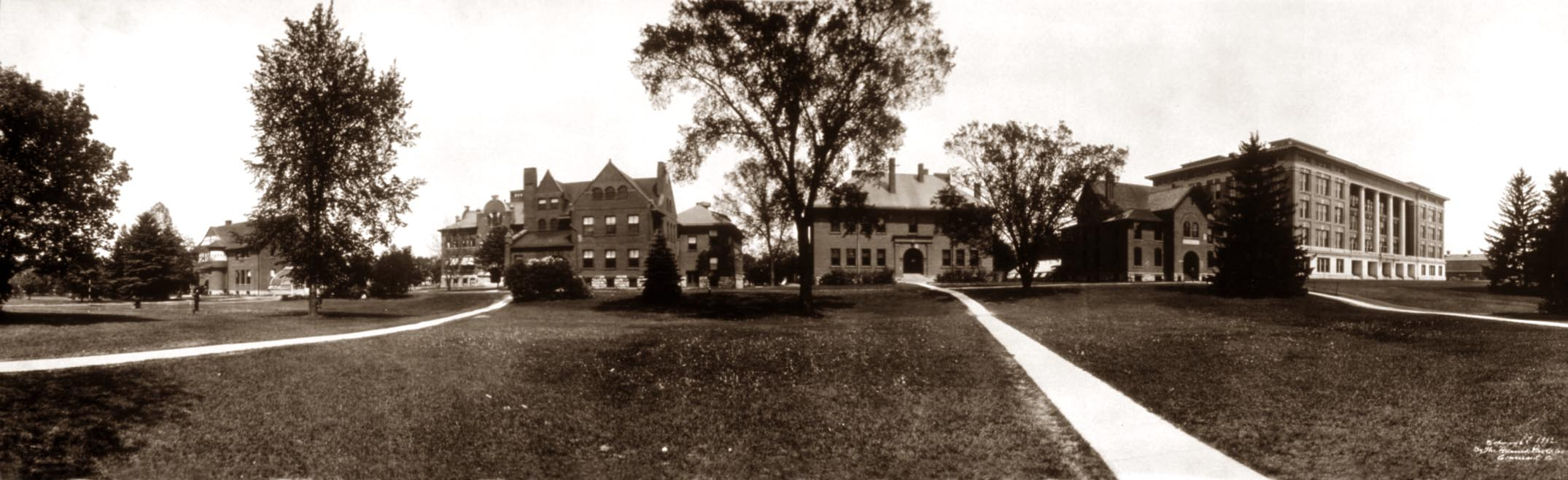
MSU's Laboratory Row in 1912

同校の歴史: History of Michigan State University （Wikipedia英語版）

## 学問分野
同校の学問分野: Michigan State University academics (Wikipedia英語版）

### 文学部
- 美術学、美術史学、英文学、仏文学、古典文学、イタリア文学
- 言語学、ドイツ語、スラブ語、アジア語、アフリカ語、中国語、日本語
- 哲学
- 宗教学
- スペイン語
- 劇文学科
- 執筆学科、修辞学、アメリカ文化

### 音楽学部
- 吹奏楽、打楽器
- 作曲
- 指揮
- ジャズ
- ピアノ
- 音楽教育
- 音楽学、民族音楽学
- 音楽理論
- 音楽療法
- 弦楽器
- 声楽
- 木管楽器

### 教育学部
- カウンセリング学、教育心理学、特別教育学
- 教育経営学
- 運動学
- 教師教育学

### コミュニケーション学部
- 広告学、広報学、小売学
- 聴覚学、スピーチ科学
- コミュニケーション学
- ジャーナリズム
- テレコミュニケーション、情報学、メディア

### 社会科学部
- 経済学
- 政治学
- 労働産業関係学
- 地理学
- 史学
- 考古学
- 刑事司法学
- 心理学
- 社会学
- ソーシャルワーク
- 女性・ジェンダー・社会司法学

### 商学部
- 会計学（情報システムを含む）
- ファイナンス
- ホスピタリィ・ビジネス
- マネージメント
- マーケティング、サプライチェーン・マネージメント

### 工学部
- バイオシステム工学、農業工学
- 化学工学、物質化学工学
- 土木工学、環境工学
- コンピューターサイエンス(計算機科学)
- 電気工学、コンピューター工学
- 機械工学

### 理学部
- 生化学、分子学
- 化学
- 昆虫学
- 食物科学、栄養学
- 地質科学
- Lyman Briggs School
- 数学
- 医学工学
- 微生物学、分子遺伝子学
- 物理学、天文学
- 生理学
- 植物学
- 植物病理学
- 統計学
- 動物学

### 獣医学部
- 大動物臨床学
- 微生物学、分子遺伝子学
- 病理学、診断異常調査学
- 薬理学、毒物学
- 医学
- 小動物臨床学

### 医学部
- 生化学、分子生物学
- 疫学
- 家庭医療学
- 薬学
- 微生物学、分子遺伝学
- 神経学、眼科学
- 産科学、婦人科学、生殖生物学
- 小児学、発達学
- 薬理学、毒物学
- 生理学
- 精神医学
- 放射線学
- 手術学

### 農学部
- 農業経済学
- 動物学
- バイオシステム学、農業工学
- 農業・コミュニティ・レクリエーション・リソース学
- 作物・土壌科学
- 昆虫学
- 漁業・野生動物学
- 食物学、栄養学
- 森林科学
- 園芸学
- パッケージ学
- ランドスケープ学
- 植物生物学
- 病理学

### Office of the Provost
- 航空宇宙学
- 軍事科学

### Honors College
1956年よりミシガン州立大学は、学内の特に成績優秀な生徒への教育の為、Honors College（優等コース）を運営している。Honors Collegeへの入学には後述の二通りの方法があるが、いずれにしても入学選考の基準は高く、入学は困難を極める。現在のMSU Honors College入学方法は以下の通り。
1. MSU入学前の高校生は、大学入学の志願書を出すにあたって高校卒業の時点で自身の学年の上位5%に属し、ACTでは最低30点、SATでのCritical ReadingとMathのセクションでは最低1360点を有する者だけにHonors College入学の資格が与えられる。
2. MSU新入生の中で最初の学期を終え極めて優秀な成績（最低でも3.5のGPA）を修めた生徒には、学期の終わりにHonors Collegeからの招待状が届く。そしてその直後の学期を終えてもなお平均のGPAが3.5以上ならばHonors Collegeへの入学選考にかけられる（この場合、生徒がその学期に取った科目の難易度や単位数も選考の基準となる）。

高校からMSUの優等コースに合格する為に必要なACTそしてSATのスコアはアイヴィーリーグ加盟大学入学の際に求められるそれに匹敵するものである。

## 地理

インガム郡の位置

ミシガン州立大学が本拠を構えるインガム郡イーストランシング市は、大都市シカゴとデトロイトの中間に位置する自然豊かな大学町である。人口の63.5%が15歳から24歳である。イーストランシング市には日本食レストランの他にも、メキシコ料理やインド料理、中華料理や朝鮮料理など様々なレストランやバーがある他、近くには大型ショッピングモールやウォールマートなどのスーパーマーケットやエンターテイメント施設が数多く存在する。

## キャンパス

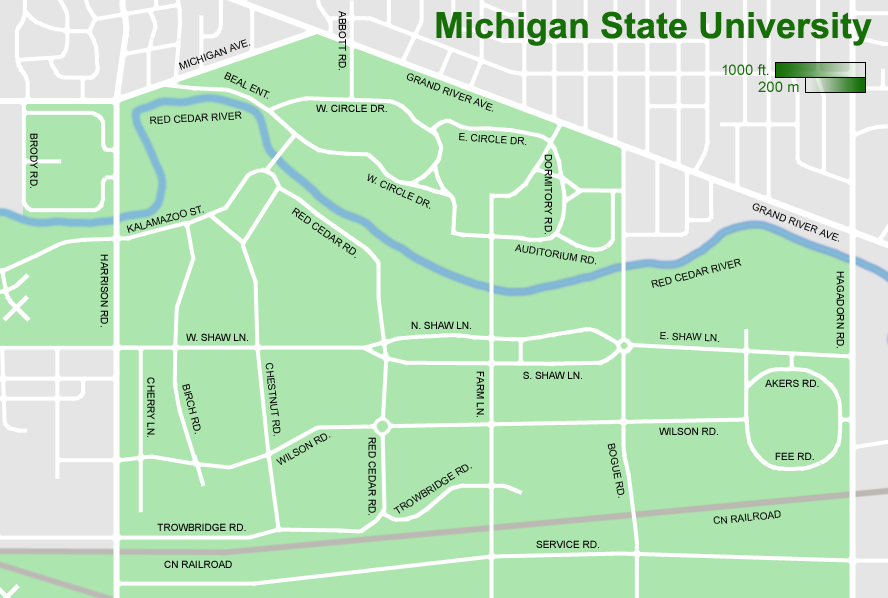
MSUキャンパス地図

同校のキャンパス: Campus of Michigan State University (Wipedia英語版）
| 人種           | Total | Total |
| -------------- | ----- | ----- |
| 白人           | 68%   | 68    |
| 黒人           | 8%    | 8     |
| 外国人         | 7%    | 7     |
| アジア系       | 7%    | 7     |
| ヒスパニック系 | 6%    | 6     |
| その他         | 5%    | 5     |

1950年代から1960年代にかけて拡大を推進した結果、米国最大の学生寮システムが誕生した。約16,000人の学生がキャンパス内の23の学部生用寮、1つの大学院生用寮、3つのアパート群に居住する。しかし、キャンパス内の住宅の規模にかかわらず、2005年時点では学生の58%はキャンパス外に住んでおり 、そのほとんどがキャンパスに最も近い地域のアパートやフラタニティとソロリティクラブのハウス、共同住宅で生活する。2014年には約50,085人の学生が在籍しており、そのうち38,786人が学部生、11,299人が大学院生と専門職大学院生であった。学生は全米50州と世界130カ国出身者がいる。

## スポーツ
ミシガン州立大学のスポーツ・チームは、スパルタンズ（Spartans）と呼ばれ、NCAAのディビジョンI （フットボールはディビジョンI-A）のビッグ・テン・カンファレンスに属している。ただし、アイスホッケーのチームはホッケー独自のカテゴリである、中央大学ホッケー協会（Central Collegiate Hockey Association）に属している。アイスホッケーチームは、2006年度シーズンに全米チャンピオンとなった。カレッジフットボールでは、過去に5度ナショナル・チャンピオンになっている。ホームスタジアムは、7万人を越える観客を収容できるスパルタン・スタジアム。

### バスケットボール
バスケットボールでは全米屈指の強豪大学として有名で、毎年、デューク大学やノースカロライナ大学と全米トーナメントをかけて熾烈な優勝争いを繰り広げる。1979年と2000年に全米チャンピオンになっている。1979年の優勝時にはマジック・ジョンソンがチームの中心メンバーだった。1995年以来トム・イゾーがヘッドコーチを務めている。ホームコートはブレスリン・スチューデント・イベント・センター。
2008-09年シーズン、スパルタンズは男子バスケットボールにおいて同カンファレンスの他校を圧倒しビッグ・テン・カンファレンスのシーズンチャンピオンの座に就く。その後のNCAA全米バスケットボールトーナメントに出場、優勝候補であるカンザス大学、ルイビル大学そしてコネチカット大学という過酷なスケジュールをこなし、決勝に駒を進める。決勝では歴史的にも実力的にも常に全米バスケットボール界の王者であり続けるノースカロライナ・ターヒールズと対戦。スパルタンズにとってはホームであるミシガン州内のデトロイト・フォードフィールドでの試合であったが、ターヒールズの気迫そして怒涛のオフェンスに呑まれ序盤、中盤と圧倒される。後半におよそ10点差まで詰め寄るものの決定的な反撃のチャンスをつかめず、89-72で敗北。2000年以来の3度目の全米制覇には一歩届かなかった。2009-2010年シーズンにおいても、ビッグ・テン・カンファレンスのシーズンチャンピオンを獲得する。そして、NCAAトーナメントに出場し、ファイナル4進出を果たすものの、バトラー大学に敗れた。しかし、トム・イゾー期のミシガン州立大学に4年間在籍したプレーヤーは皆ファイナル4進出（またはそれ以上）を果たすなど、全米バスケットボールの名門として君臨し続けている。

### アメリカンフットボール
アメリカンフットボールも全米屈指の強豪であり、ミシガン大学とライバル関係にある。特筆すべき点として、NFLドラフトにおいて1941年から2020年まで80年連続で選手が指名され続けた記録がある。主な輩出選手にババ・スミス、モーテン・アンダーセン、ブライアン・ホイヤー、フローゼル・アダムス、カーク・カズンズ、ジャック・コンクリン、ケネス・ウォーカー3世などがいる。

## 卒業生

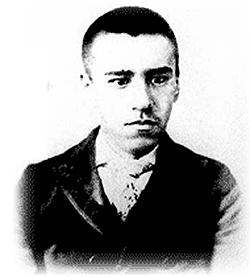
1891年渡米中の熊楠

- 南方熊楠 - 博物学者、菌類学者、民俗学者（自主退学）
- 津田道太郎 - 内閣総理大臣書記官 (明治政府)
- 板野新夫 - 土壌微生物研究、マサチューセッツ農科大学助教授
- 山本孝史 - 参議院議員
- 若林秀樹 - 参議院議員
- 加治佐敬 - 京都大学教授
- 渡辺毅 - 福島県立医科大学教授
- 嶋口充輝 - 慶應義塾大学名誉教授
- 菅谷実 - 慶應義塾大学教授
- 岡本伸之 - 立教大学教授
- 臼井雅美 - 同志社大学教授
- 小波本直忠 - 琉球大学教授
- 近藤安月子 - 東京大学名誉教授
- 坂下史子 - 立命館大学准教授
- 田村蘊 - 京都造形芸術大学教授
- 南知惠子 - 神戸大学副学長
- 沼崎一郎 - 東北大学教授
- 青木孝誠 - 文教大学教授　長崎国際大学教授
- モートン・B・パニッシュ - 物理化学者、アメリカ科学アカデミー会員
- アルフレッド・ハーシー - 微生物学者、遺伝学者、ノーベル生理学・医学賞受賞 (1969)
- シーダ・スコチポル - 政治学者、ハーヴァード大学政治学部教授、元アメリカ政治学会会長 (2002-2003)
- セオドア・ローウィ - 政治学者、コーネル大学政治学部教授、元アメリカ政治学会会長 (1990-1991)
- スー・アンガー - ダイムラー・クライスラー CIO
- フレッド・バウアー - ジェンテックス最高経営責任者（CEO）
- ジェームズ・マーキンズ - ウェイク・フォレスト大学バブコック経営大学院教授
- ランディ・キング - マウントレーニア国立公園副長官
- サム・ライミ - 映画監督、映画プロデューサー、脚本家
- ハイメ・ヨシヤマ - ペルー鉱業相、交通相、制憲議会議長
- ジェームズ・カーン - 俳優
- マジック・ジョンソン - プロバスケットボール選手、実業家
- ドレイモンド・グリーン - プロバスケットボール選手
- ミシェル・ラフ - 声優
- ウィリー・スローワー - 近代プロフットボール初のアフリカ系アメリカ人QB
- 厚切りジェイソン - お笑い芸人
- ディカ・ニューリン - 作曲家、大学教授、パンクロッカー

## キャンパス写真

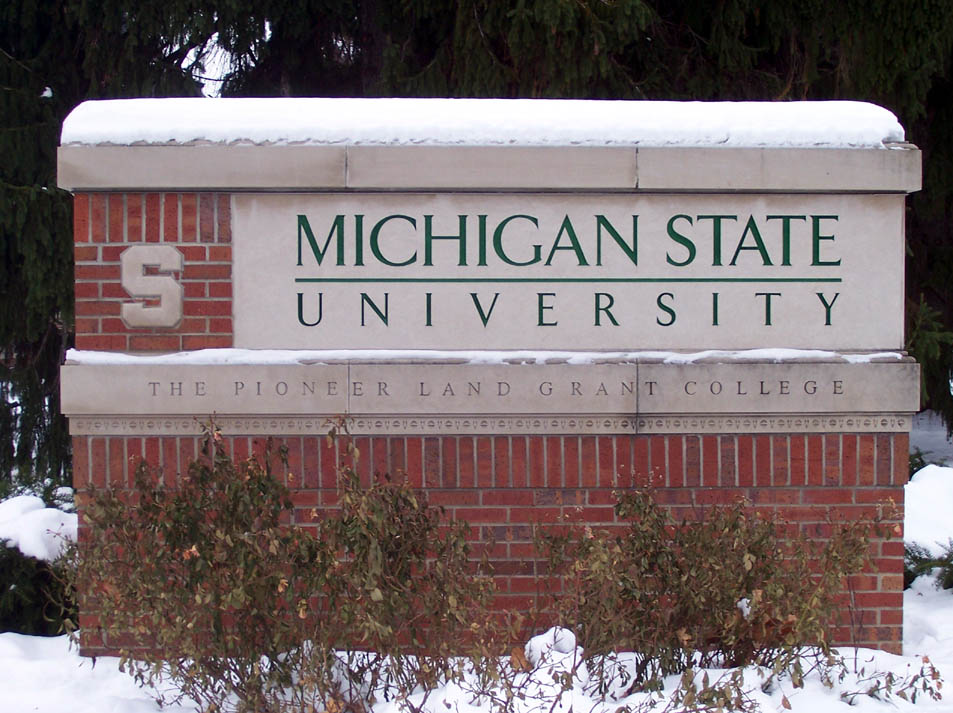
アボット寮前にあるMSU表示
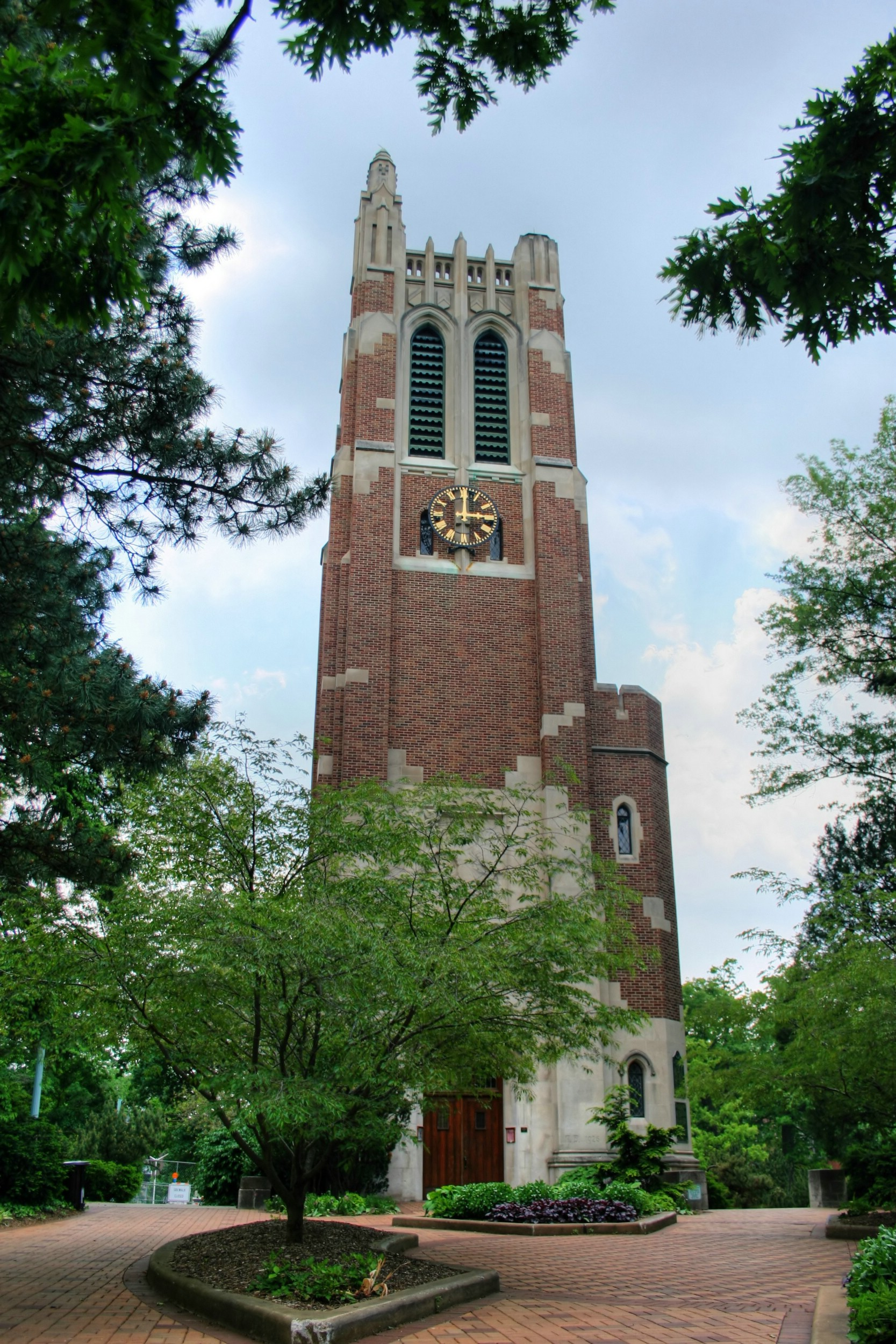
ビーモントタワー
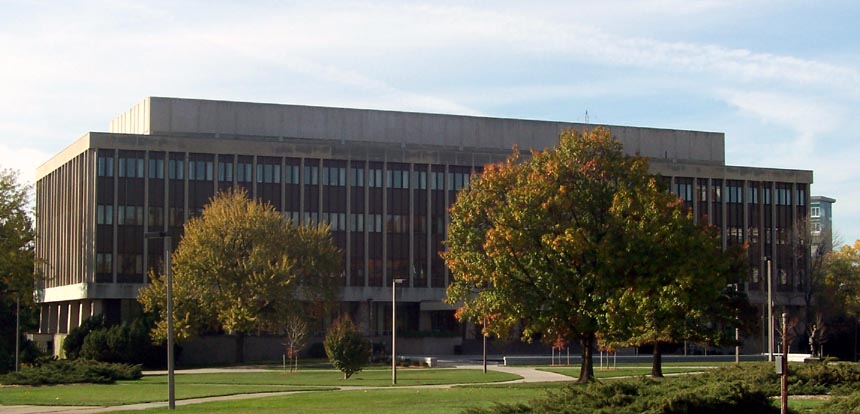
MSU中央行政執行ビル
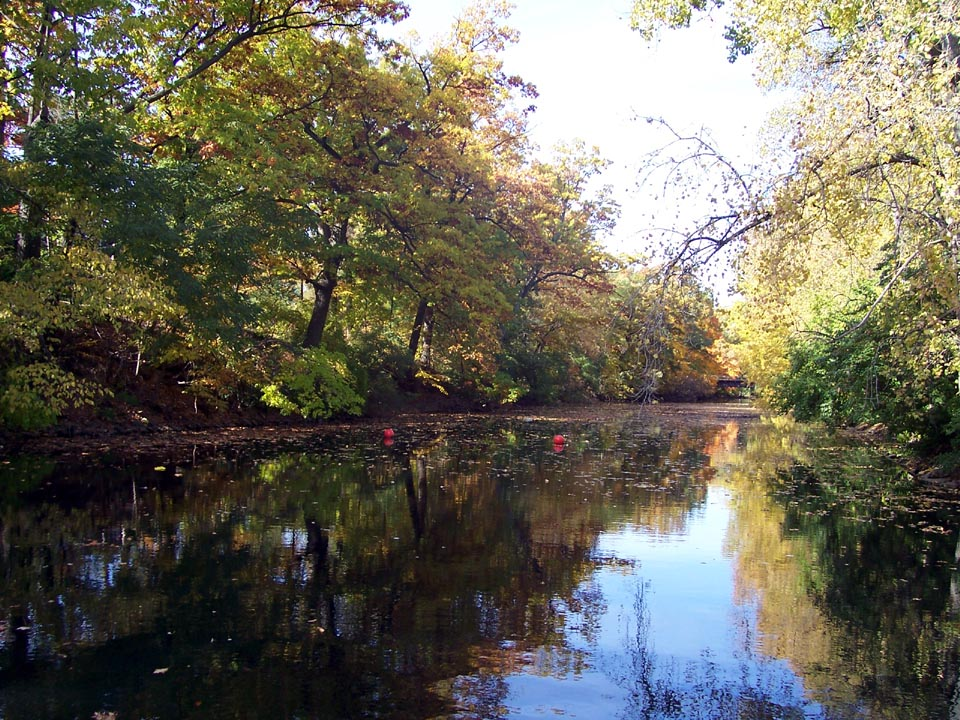
シーダー川
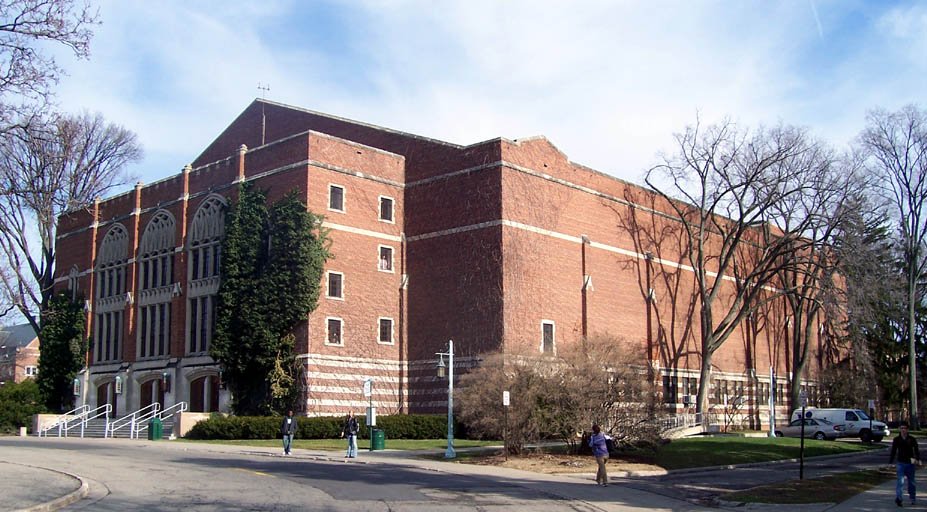
講堂
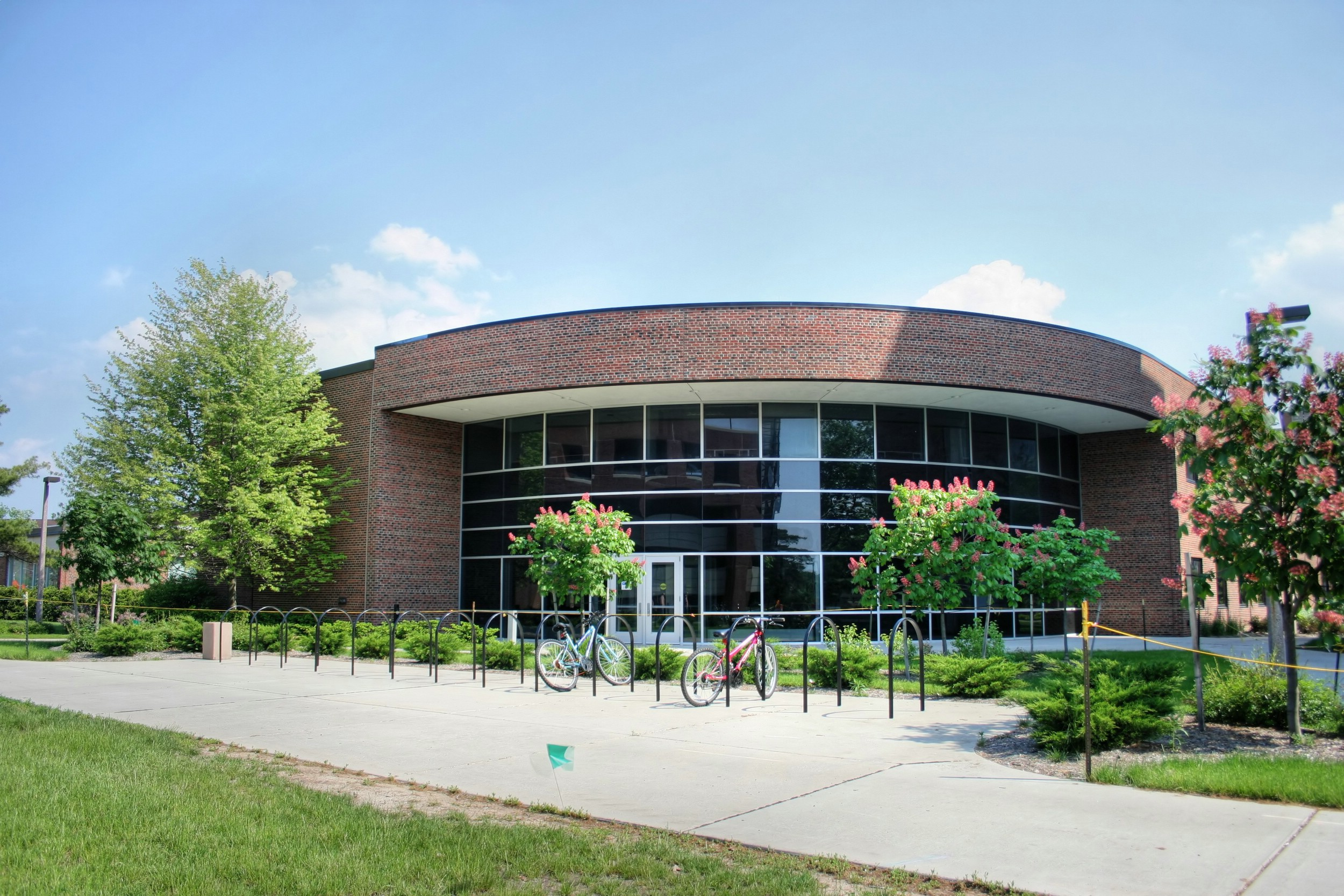
サイクロトロン
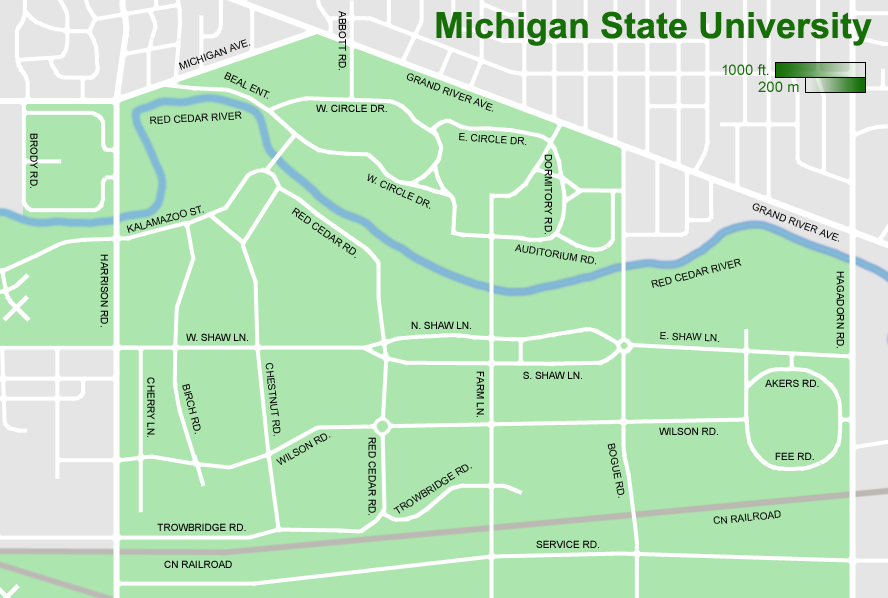
キャンパス地図
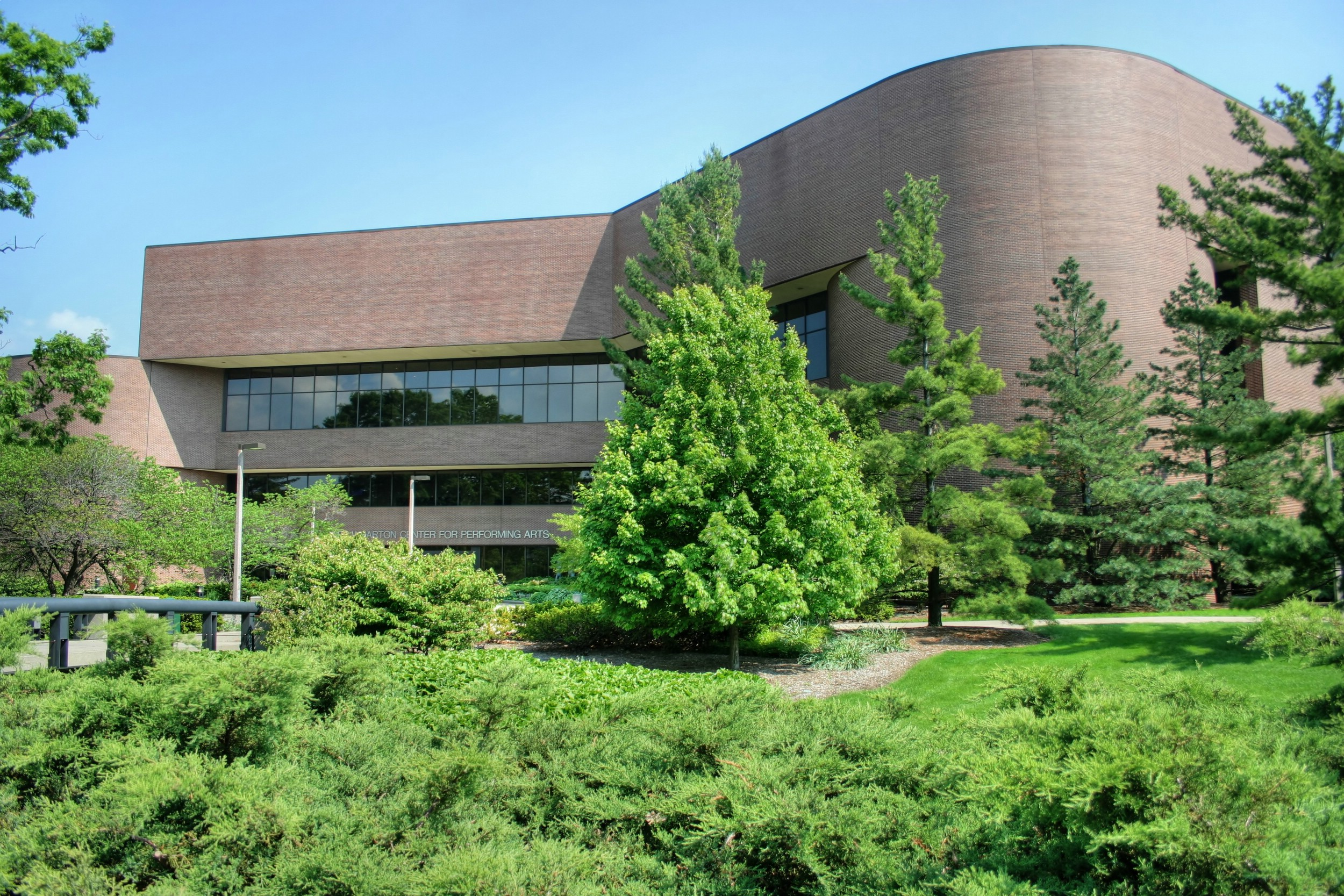
ワートン劇場
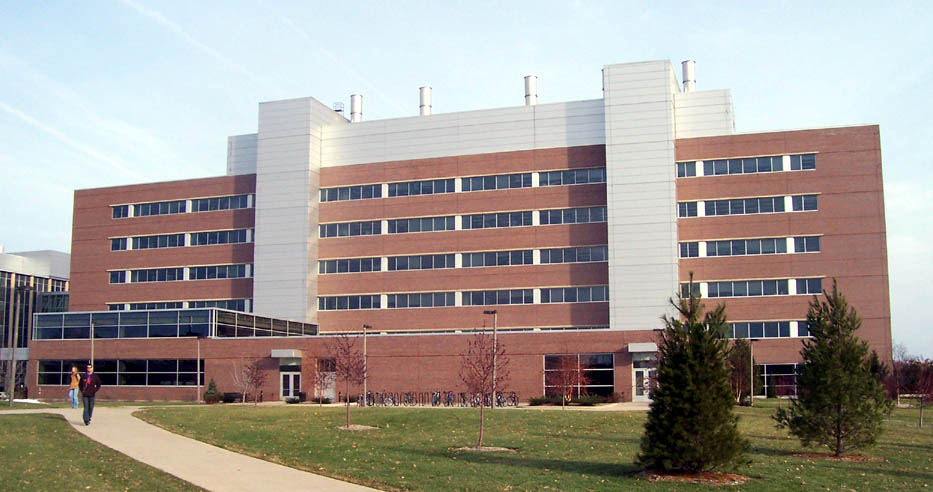
生物医学サイエンス・センター
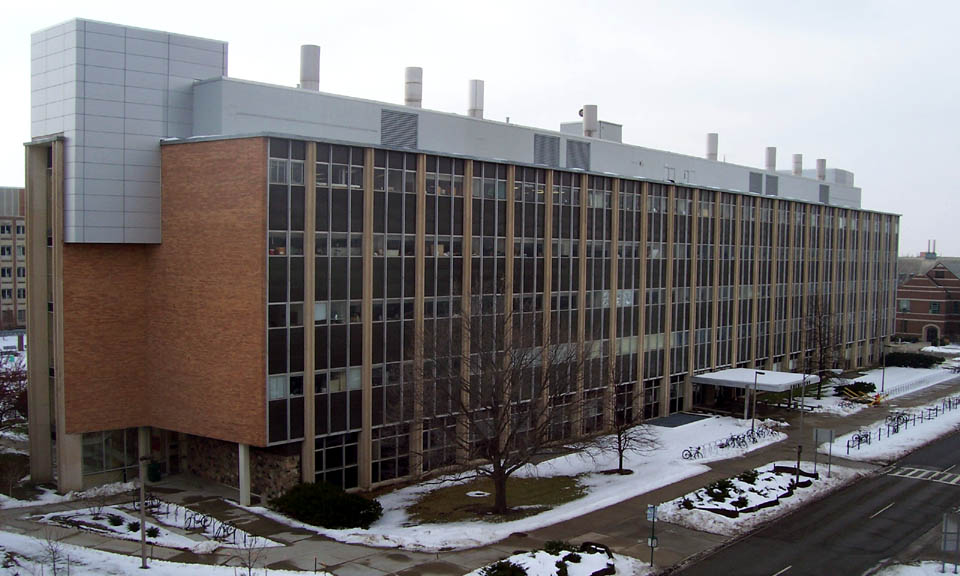
化学センター
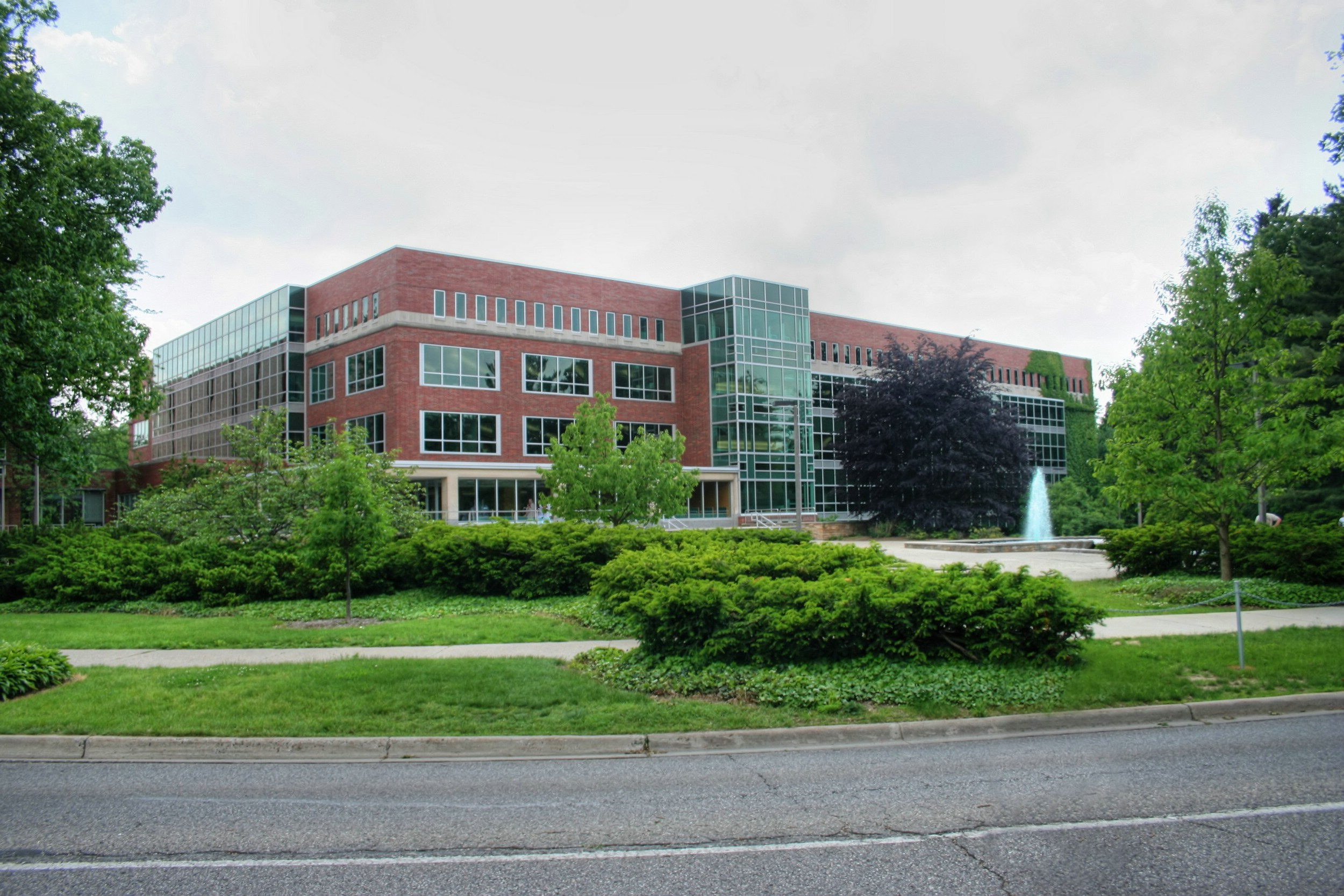
MSU図書館
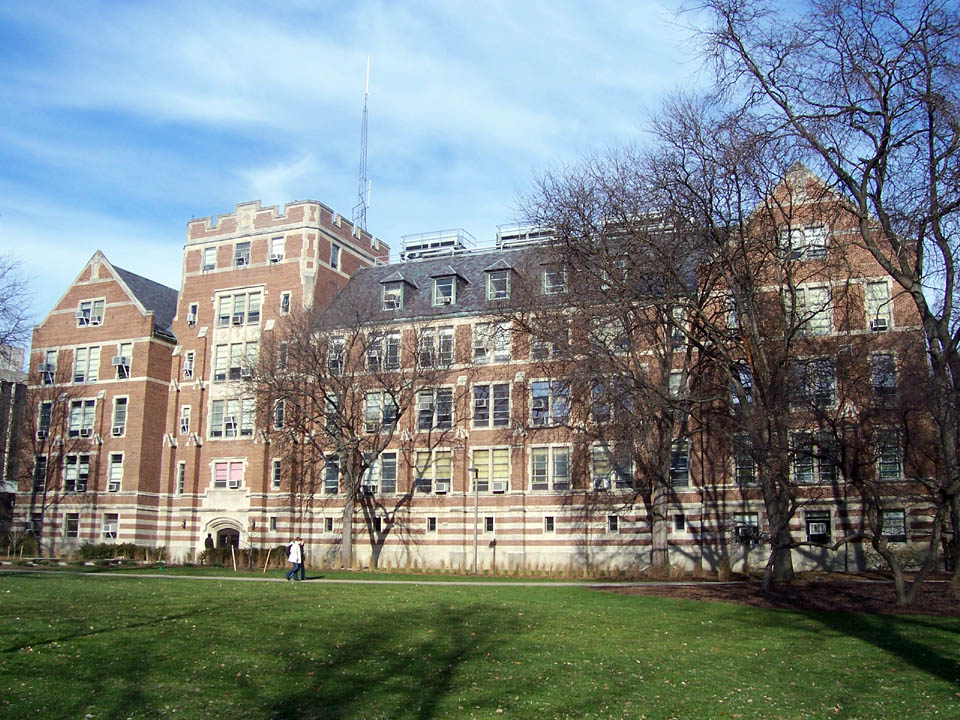
コンピューター・センター
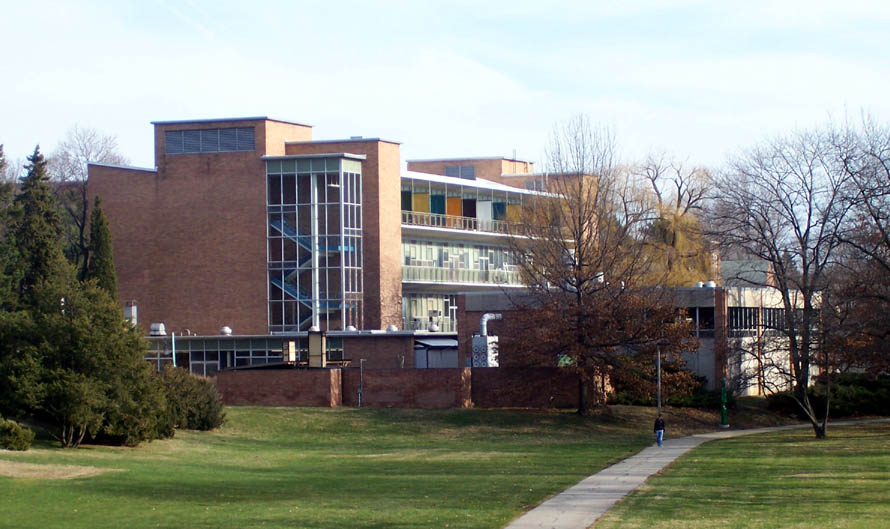
クレスグ・アートセンター
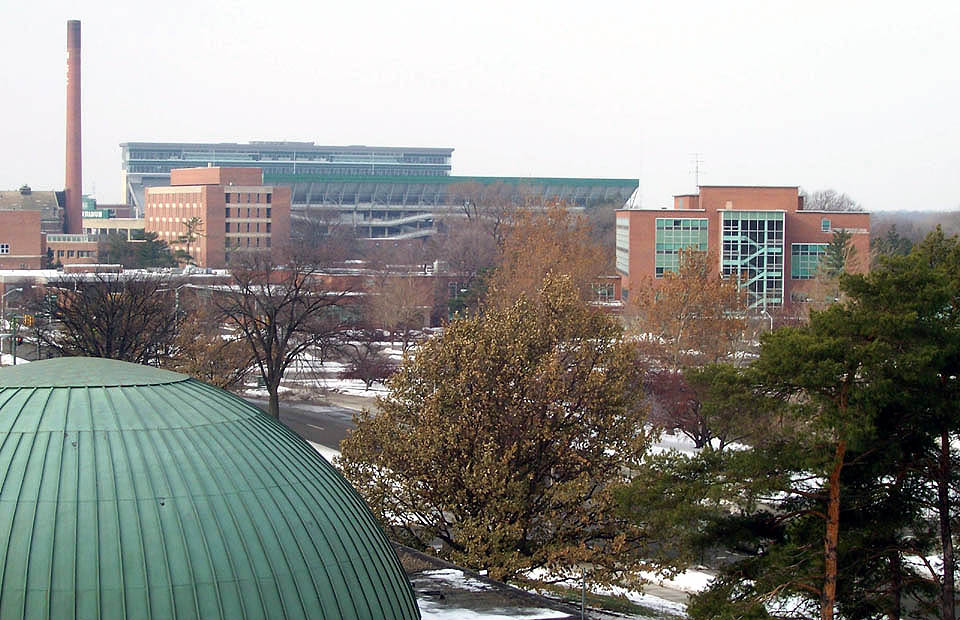
南方キャンパス・スカイライン
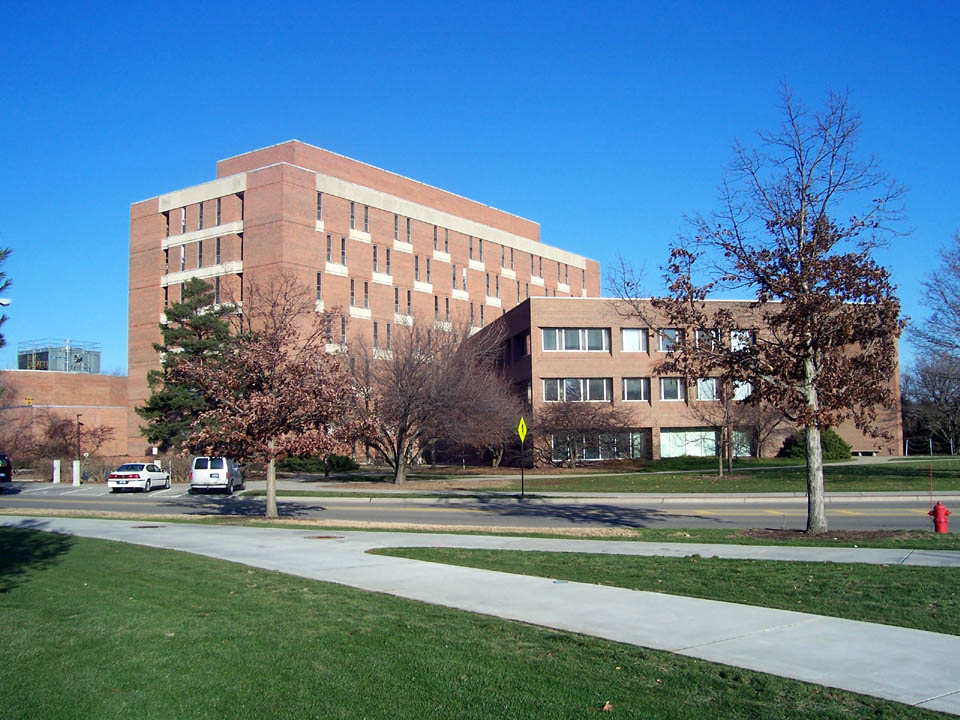
ウェルズ・ホール
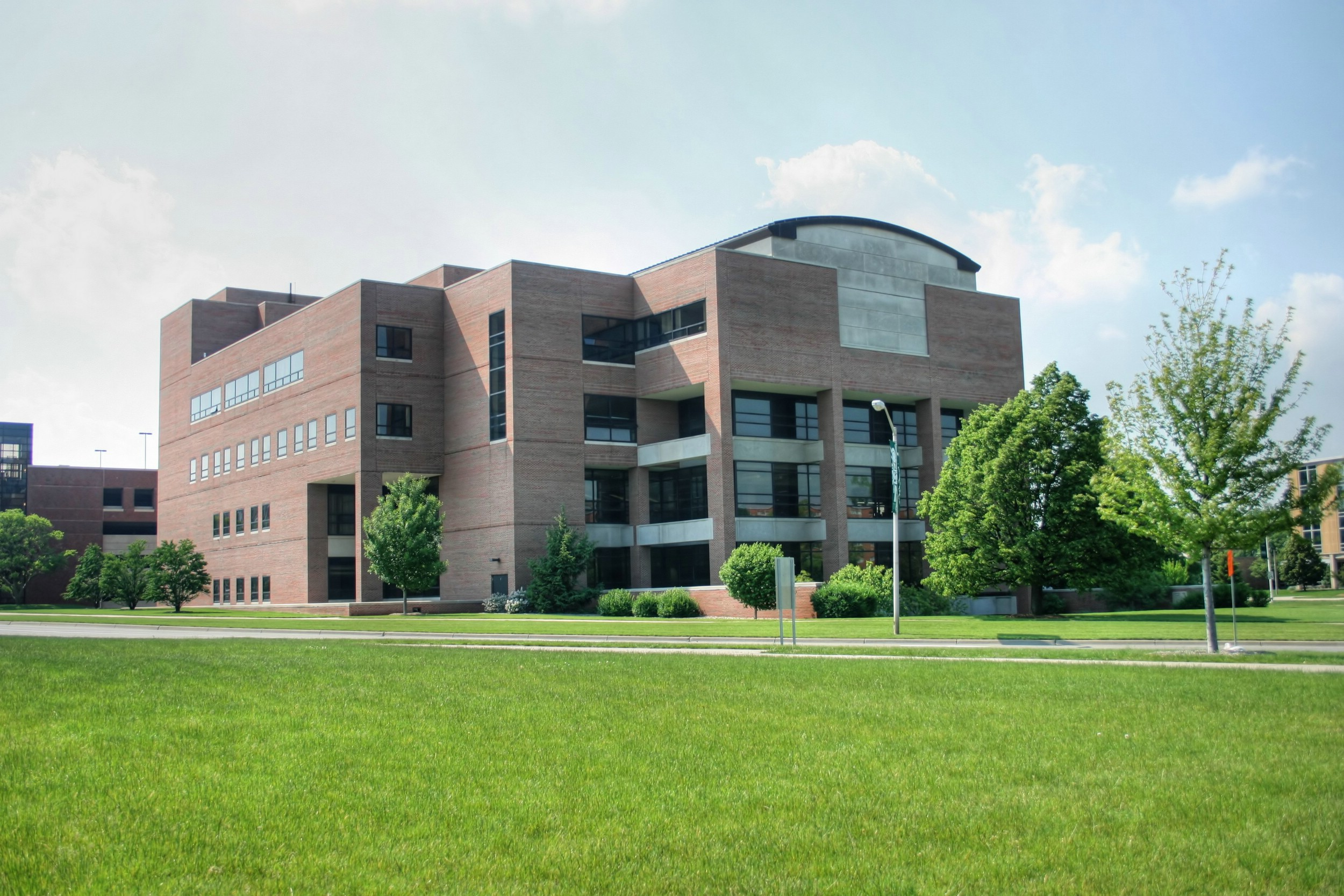
法学部図書館
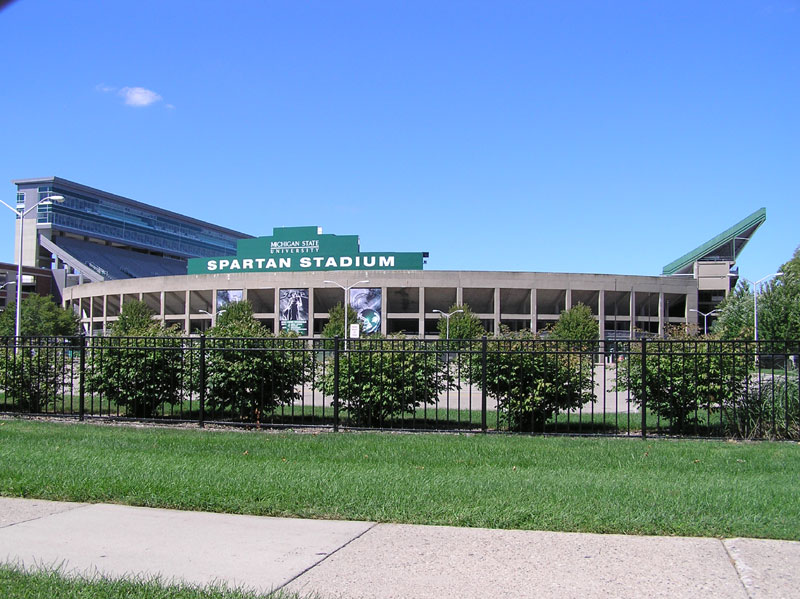
スパルタン・スタジアム
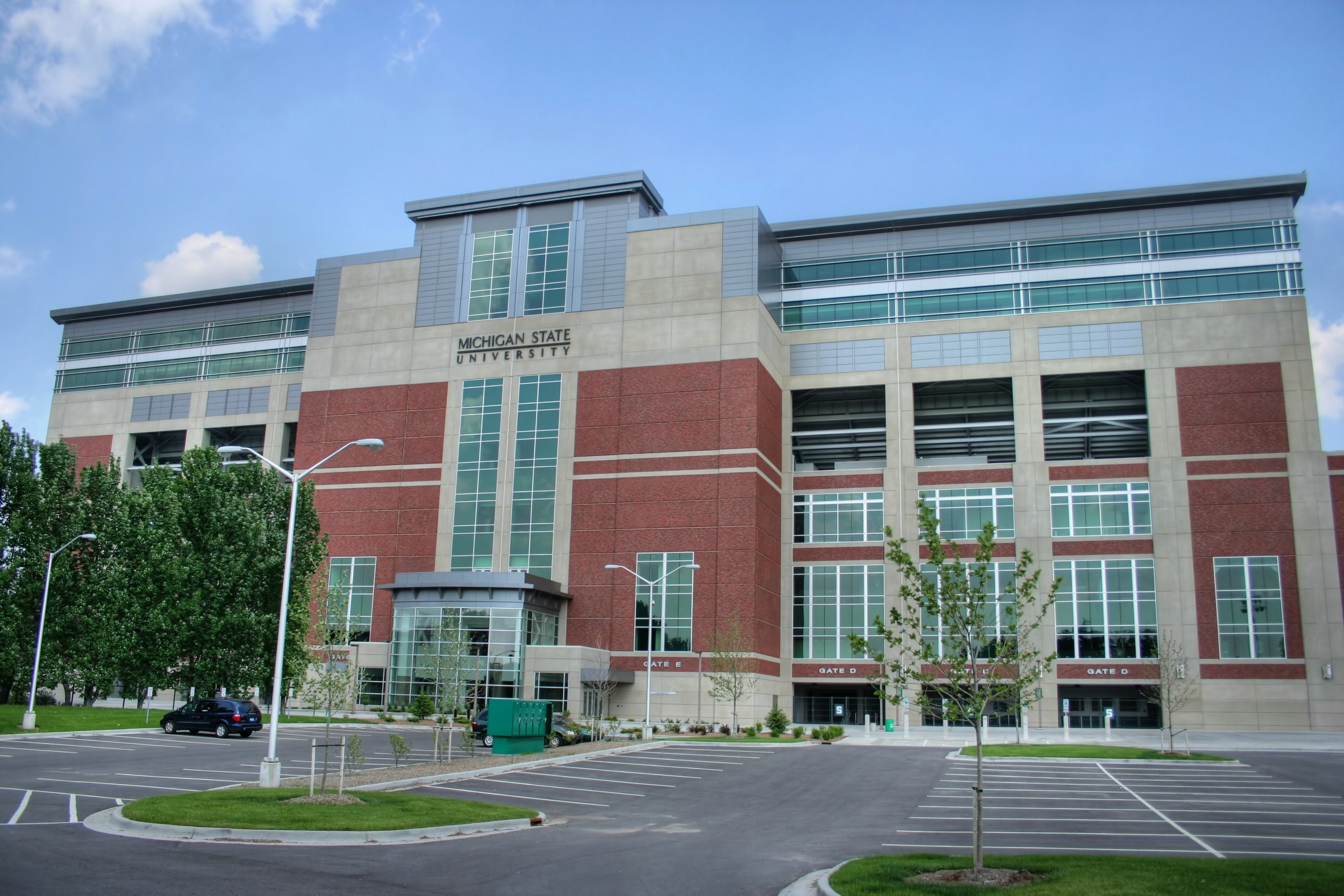
スパルタン・スタジアム
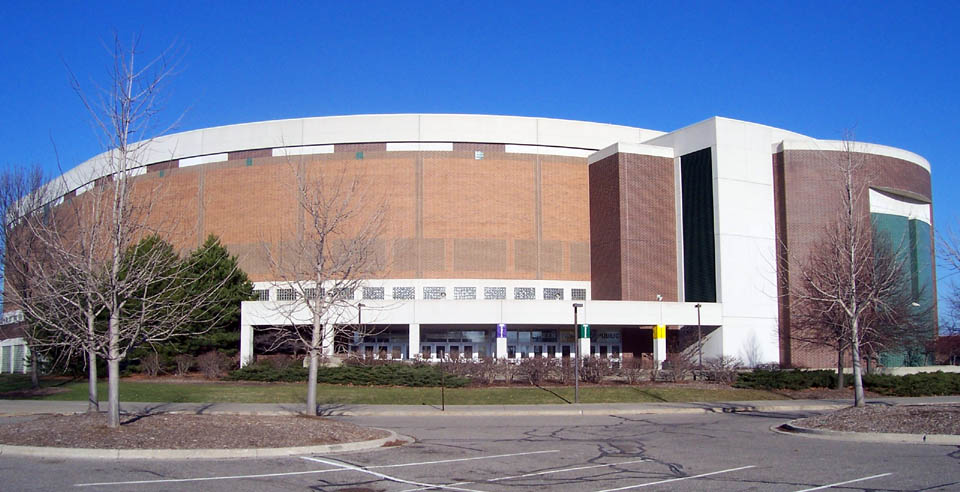
ブレスリン・センター
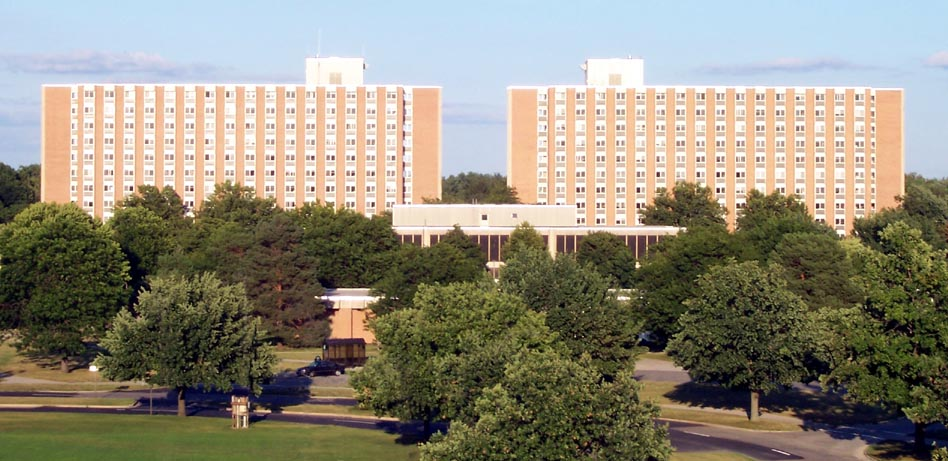
ハバード寮
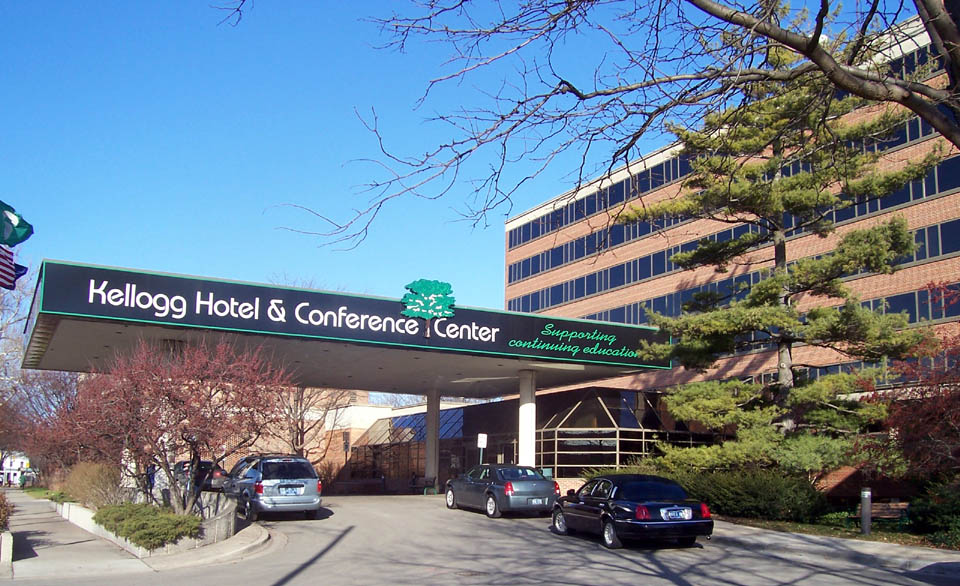
MSUケロッグ・ホテル
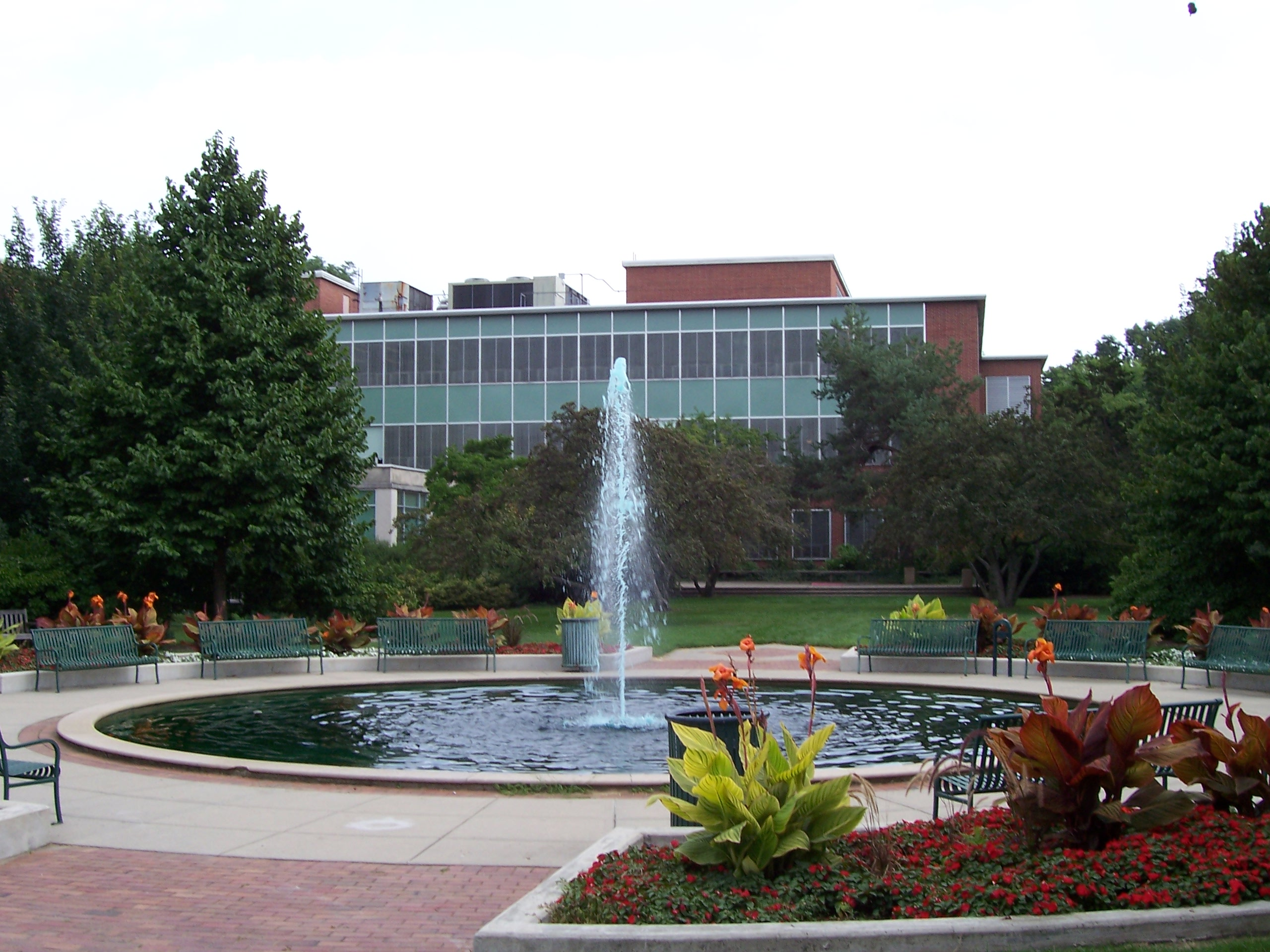
学生サービスセンター
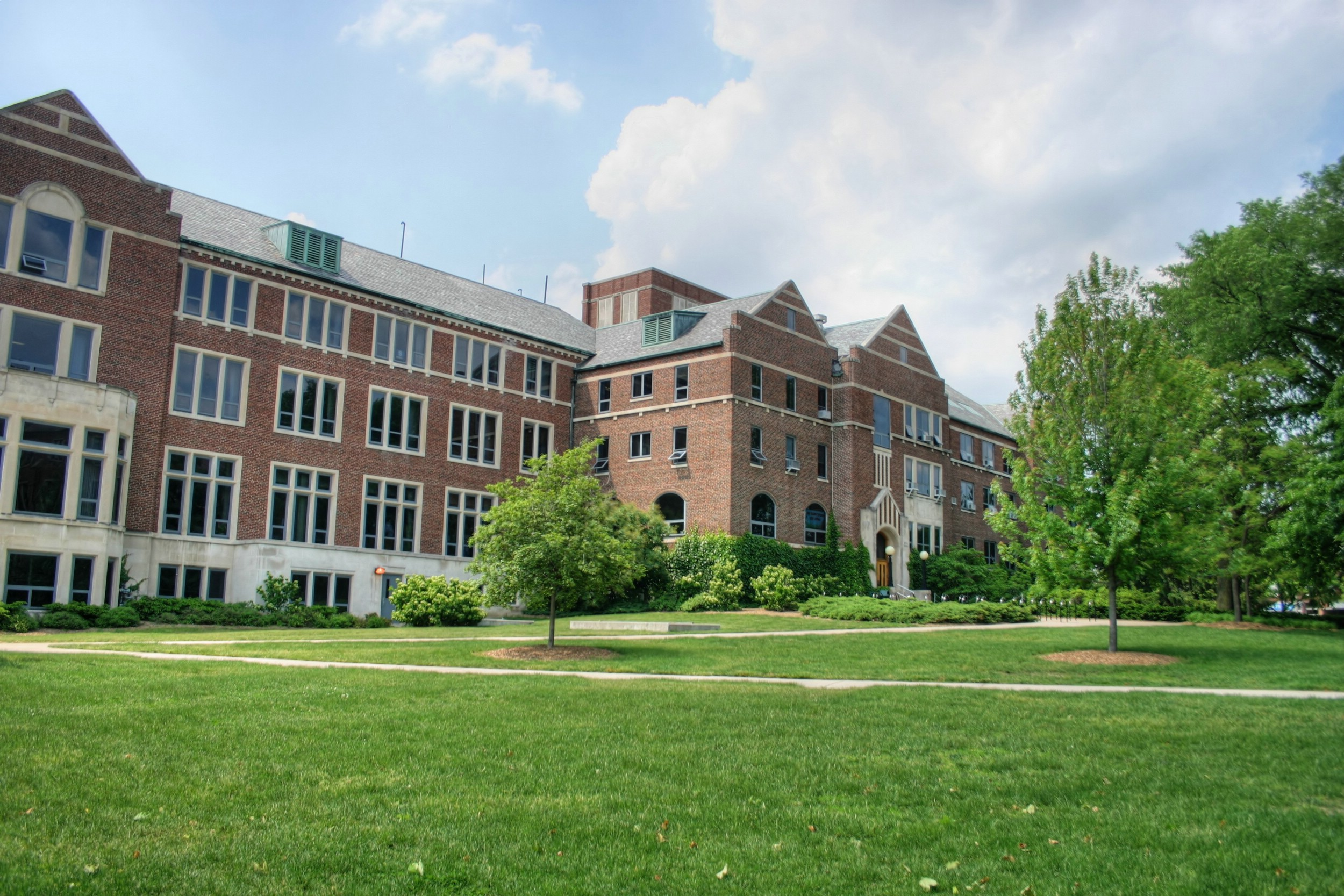
MSUユニオン
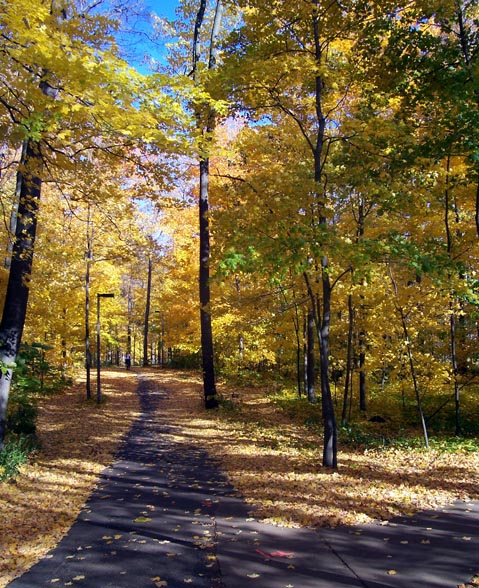
林道